# Karakachan
El Karakachan, perro pastor búlgaro o Thracian Mollos  es una raza de perro originaria de Bulgaria como perro de pastor de montaña.
El nombre de la raza proviene de los Karakachans, pastores griegos nómadas de los Balcanes. Gracias a las tradiciones de conservación de razas animales de pastoreo, han conseguido preservar algunas de las razas de animales domésticos más antiguas del continente, la oveja de Karakacha, el caballo de Karakachan y la raza canina.
En el pasado, este perro de montaña se usaba en las fronteras del país como perro guardián; hoy en día se utiliza principalmente como guardián de ganado y de la propiedad, ubicándose las poblaciones más numerosas de esta raza en Bulgaria y Estados Unidos.
El Karakachan fue aprobado como antigua raza búlgara en 2005. Puede descender de antiguos perros domésticos de los Balcanes, desde el tiempo de los Tracios; en tesoros tracios antiguos se han encontrado figuras de perros guardianes grandes, de pelo largo y colas rizadas. Además, forma parte del origen del pastor búlgaro (Bulgarian Shepherd) con el que no debe confundirse.

## Imágenes

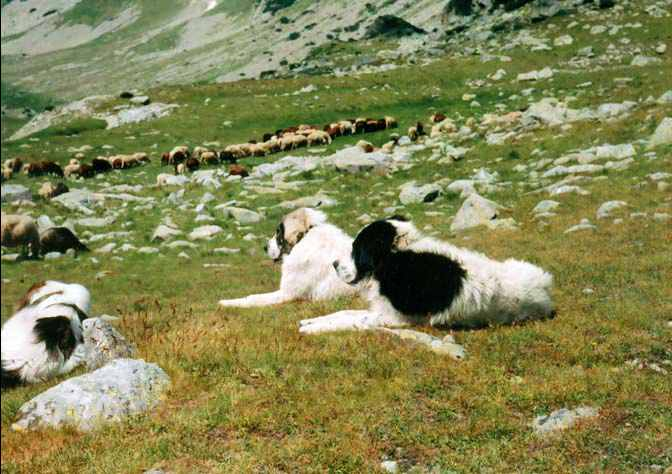
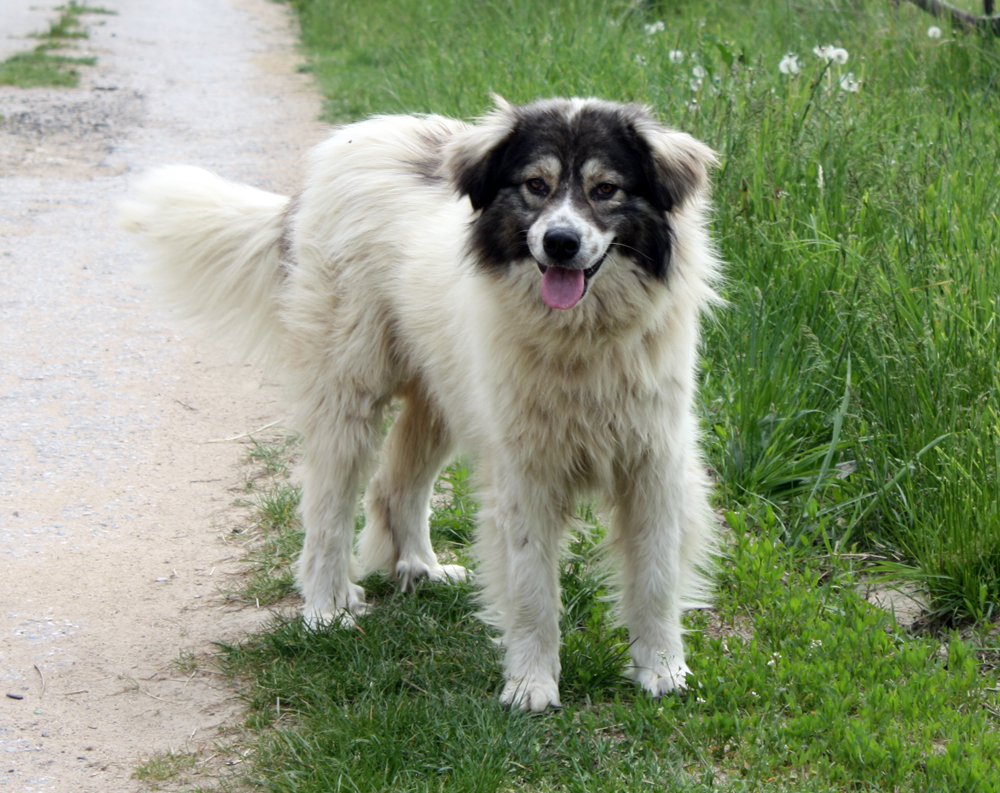
Pastor nativo de la región de Sredna gora